# Citroën Xanae
La Citroën Xanae (prononcer Xanaé) est un concept-car Citroën présenté au Mondial de l'automobile de Paris, en 1994.

## Présentation
La Xanae est un prototype roulant de monospace présenté à Paris où il rencontre beaucoup de visiteur sur son stand et obtient un franc succès. Le modèle est assemblé à Turin chez Heuliez-Torino, Il s'agit d'un prototype très abouti, prêt à rouler. Long de 4,23 m, il cherche à introduire les nouveaux codes de style issus des berlines traditionnelles dans le genre monocorps.
Grâce aux importantes surfaces vitrées, l'habitacle profite de beaucoup de lumière. L'accès est facilité par les 2 portes antagonistes sans montant central côté droit, et côté gauche doté d'une grande porte unique. Cinq personnes peuvent prendre place à bord avec le même confort, grâce notamment aux sièges arrière se prolongeant en arrondis dans les panneaux latéraux.
Son espace est modulable : sièges amovibles et rotatifs avec un plancher plat sans console centrale. L'ensemble du poste de conduite : volant, tachymètre, commandes générales et boite de vitesses sont réglables en hauteur d'un seul bloc. Enfin, une partie de l'instrumentation est déportée sur deux écrans LCD à la base du pare-brise. Elle est équipée d'une radio avec chargeur CD et d'un téléphone main libre.
Les projecteurs utilisent des fibres optiques alimentées par des ampoules à décharge, les autres feux de signalisation sont des Dels.
La voiture est équipée d'un moteur 2.0L 16s essence XU10J4R de 135ch et d'une boîte automatique à pilotage électronique avec commande sur touche satellite à droite du volant. Elle repose sur une plateforme de Xantia activa qui lui procure donc une suspension hydropneumatique, avec l'hydractive II et le système de correction actif du roulis SC-CAR. Elle offre ainsi un compromis confort-sécurité de premier plan.
La Xanae annonce le futur style de la Xsara et plus globalement sa variante monocorps Xsara Picasso qui sera lancée en décembre 1999. Le pare-brise panoramique par sa forme annonce quant à lui nombre de modèles PSA.

### Reproduction en Miniature (Modèle réduit de collection)
Modèle réduit réalisé par la société Momaco sous la marque Franstyle. La fabrication est de qualité, en résine à l'échelle 1/43.